# Louis Briano
Louis Briano (ur. 25 lutego 1891, zm. 19 grudnia 1966) – monakijski strzelec, olimpijczyk.
Brał udział w igrzyskach w 1936 (Berlin). Wystąpił tam w jednej konkurencji, w której zajął 41. miejsce.

## Wyniki olimpijskie
| Igrzyska | Konkurencja            | Wynik                           | Miejsce    | Źródło |
| -------- | ---------------------- | ------------------------------- | ---------- | ------ |
| IO 1936  | Pistolet dowolny, 50 m | 467 punktów (73-72-79-87-80-76) | 41 (na 43) | [ 2 ]  |